# Жихарев, Иван Егорович
Ива́н Его́рович Жи́харев (22 июня 1929 — 26 ноября 1998) — советский передовик производства в нефтяной промышленности. Герой Социалистического Труда (1971).

## Биография
Родился 22 июня 1929 года в селе Селезниха Пугачёвского района Нижне-Волжского края в крестьянской семье.
Окончил пять классов сельской школы и из за тяжёлого положения в период Великой Отечественной войны начал работать.
В 1946 году И. Е. Жихарев поступил на курсы бурильщиков в городе Пугачёв Саратовской области. С 1947 года после окончания учёбы был направлен по распределению на работу бурильщиком в Петрихинскую геологоразведочную контору бурения Астраханской области.
В 1949 году переехал в Саратовскую область и поступил на работу бурильщиком в объединение «Саратовнефть». С 1952 года после окончания курсов при Саратовском учебном комбинате, работал — буровым мастером.
Бригадой руководимой И. Е. Жихаревым в комплексе с сейсмической разведкой выявлено много структур Прикаспийской впадины. Его бригада первая в объединении «Саратовнефть» начала строительство буровых по сетевому графику.
30 марта 1971 года Указом Президиума Верховного Совета СССР «за выдающиеся заслуги в выполнении заданий пятилетнего плана по добыче нефти и достижение высоких технико-экономических показателей в работе» И. Е. Жихарев был удостоен звания Героя Социалистического Труда с вручением Ордена Ленина и золотой медали «Серп и Молот».
После выхода на пенсию жил в городе Саратов.
Скончался 26 ноября 1998 года, похоронен на Елшанском городском кладбище.

## Награды
- Медаль «Серп и Молот» (30.03.1971)
- Орден Ленина (30.03.1971)
- Медаль «За трудовое отличие» (31.07.1953)